# Lackschnitzerei
Die Lackschnitzerei ist eine ursprünglich aus Ostasien stammende kunsthandwerkliche Technik.

## Geschichte

### China
Entwickelt wurde die chinesische Lackschnitzerei im 2. Jahrtausend v. Chr. in China, ihre Blüte erlebte sie aber erst in der Song-, Ming- und Qing-Dynastie. Bald wurde sie auch von den Nachbarstaaten, insbesondere Japan, übernommen. Teilweise übertrafen deren Erzeugnisse sogar die des Mutterlandes.
Nachdem bis zur Yuan-Dynastie auch schwarzer Lack insofern eine Rolle gespielt hatte, setzte sich in der Ming-Zeit das leuchtende Zinnober des klassischen Rotlacks durch.

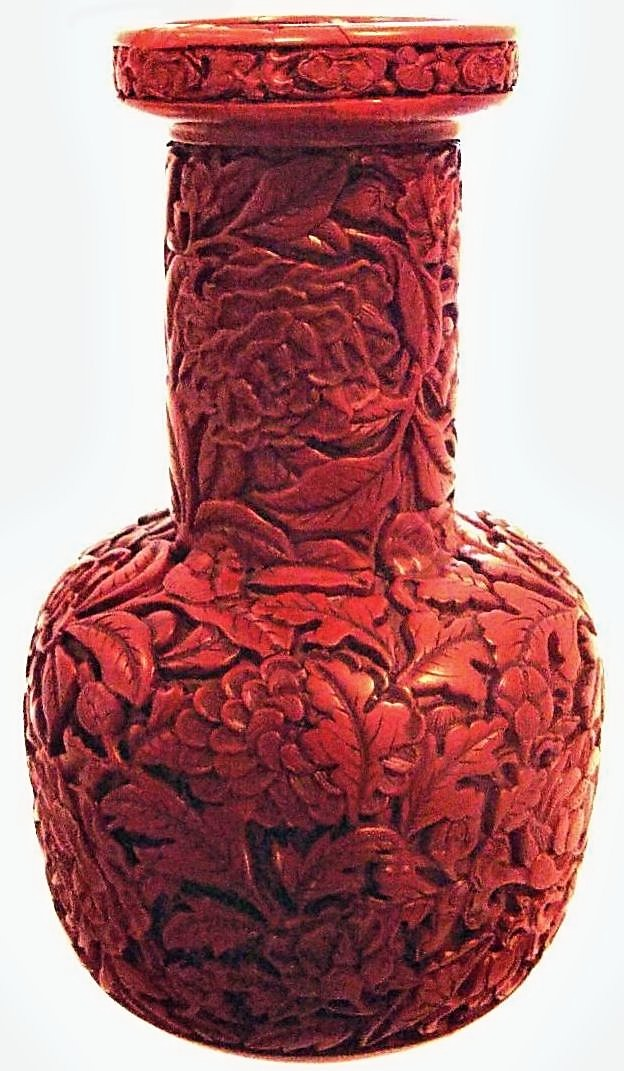
Schnitzlackkunst auf dem Höhepunkt: Vase aus der Yongle-Ära (1402–1424)

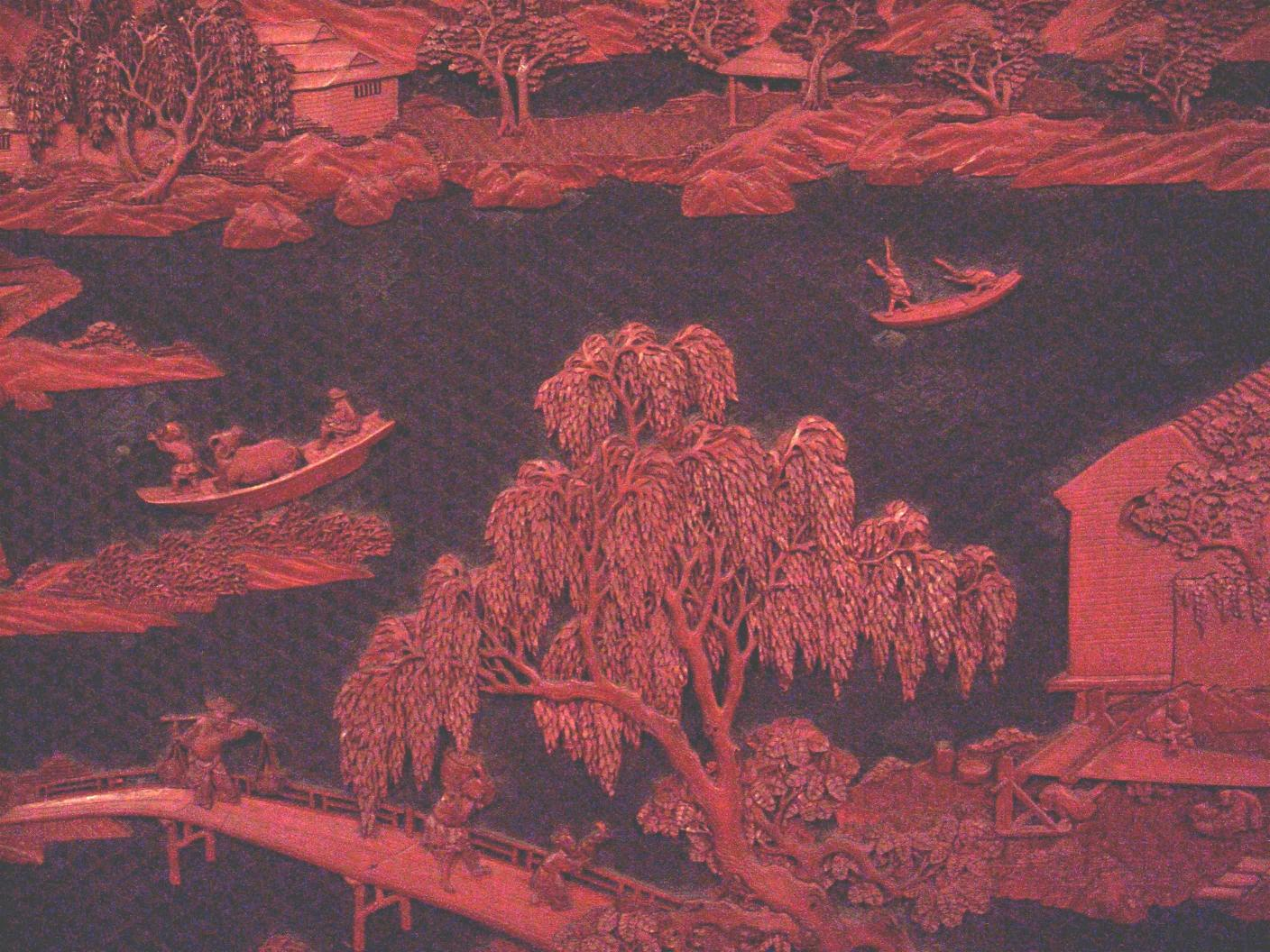
Schnitzlackpanel aus dem 18. Jh.

Ihren Höhepunkt erreichte die Schnitzlackkunst unter den Ming-Kaisern Yongle und Xuande. Die Stücke dieser Zeit zeichnen sich durch besonders seidigglänzende Oberfläche, durch weich gerundete Kanten, differenzierte Binnenstrukturen sowie eine ausgeprägte Plastizität und Tiefenwirkung aus. Das geografische Zentrum der Lackschnitzerei befand sich am Yangzi-Delta sowie der südlichen anschließenden Provinz Zhejiang.
Die Werke der gut hundert Jahre später anzusiedelnden Jiajing-Ära zeigen in ihrer oft exzentrischen Formgebung und dem überladenen Dekor indes manieristische Züge: Charakteristisch sind etwa achteckige, kürbis- oder chrysanthemenförmigen Dosen, deren Oberfläche mit Ornamentbändern kleinteilig gegliedert und dann dichtgedrängt mit einer Vielzahl unterschiedlicher Muster und Motive befüllt wird. Eine Rückkehr zu den betont ruhigen und schlichten Formen der klassischen Schnitzlackperiode ist dann unter Jiajings Nachfolger Wanli zu beobachten. Der letzte Ming-Kaiser Tianqi betätigte sich sogar selbst als Lackschnitzer. Mit dem Sturz der Dynastie 1644 ging aber ein drastischer Verfall dieser Kunsthandwerkstechnik einher.
1680 wurde unter dem Qing-Kaiser Kangxi erneute eine Schnitzlackmanufaktur in der Verbotenen Stadt gegründet. Unter Qianlong erlebte die Technik schließlich eine letzte, stark eklektizistisch ausgerichtete Blütezeit: Technisch virtuos, stilistisch aber wenig originell wurden die Meisterwerke der Lackschnitzer von der Song-Zeit bis hin zu Wanli nachgeahmt.
Große Wertschätzung erfuhren die Produkte fernöstlicher Lackschnitzkunst im Europa des 17. und 18. Jahrhunderts. Neben Porzellan waren sie das Hauptexport-Produkt des Reichs der Mitte.

### Europa
Auf der Grundlage ostasiatischer Importwaren bildete sich im Europa des 17. und 18. Jahrhunderts bald eine eigene Lackwaren-Produktion heraus. In Unkenntnis der Zusammensetzung der in China verwendeten Lacke blieben die Ergebnisse lange Zeit aber recht unvollkommen. Zentren der europäischen Lackkunst waren Amsterdam, London und Paris. Bekannte deutsche Lackkünstler waren Martin Schnell in Dresden sowie die Familie Stobwasser in Braunschweig (Lackmalerei).
In Münster befindet sich das Museum für Lackkunst als Spezialmuseum mit der größten deutschen Querschnittssammlung zur Lackkunst.

## Technik

### Vorbereitung
Bei der Lackschnitzerei wird das Harz des Lackbaums (Rhus vernificera) in bis zu zweihundert hauchdünnen Schichten auf eine Grundform aufgetragen. Vor dem Auftragen einer neuen Schicht muss die Form mindestens eine Woche ruhen; ein umfangreiches Stück kann in der Vorbereitung also bereits zwei Jahre Zeit in Anspruch nehmen, bevor der erste Schnitt getan werden kann. Die Lackschicht ist manchmal über einen Zentimeter dick. Für die letzte Schicht wird ein besonders feiner Lack benutzt.

### Bearbeitung
Ist die Vorbereitung abgeschlossen, wird das Werkstück eine Woche lang in einem staubfreien Raum mit der richtigen Temperatur und Feuchtigkeit gelagert. Die Schnitzarbeit muss dann ausgeführt werden, solange der Lack weich genug ist, um ihn mit einem scharfen Messer bearbeiten zu können. Dafür hat der Lackarbeiter eine Anzahl verschiedener Messer für die jeweiligen Muster zur Verfügung. Abgleiten kann wochenlange Korrekturen bedeuten.
Manchmal werden verschiedenfarbige Lackschichten aufgetragen; dann wird ein Teil der obersten Lage abgetragen, um die Farbe der darunter liegenden sichtbar zu machen. Das Polieren geschieht zum Schluss mit feinkörnigem Schieferpulver, das mit dem Handballen aufgetragen wird. Üblich sind bei Lackarbeiten außer der Lackschnitzerei noch Bemalung, Gravierung und/oder Intarsienarbeit eines Werkstücks.

### Gestaltung
Bisweilen erzielte man besondere Farbeffekte durch teilweise Freilegen der ockerfarbenen Oberfläche des Trägerkorpus. Als Dekor wurden gerne florale Motive gewählt. Dabei ist mitunter eine erstaunliche botanische Präzision zu verzeichnen, bis hin zur akribisch-detailgetreuen Wiedergabe etwa von Anordnung und Form der Staubgefäße der dargestellten Päonien-, Lotus- oder Hibiskusblüten reicht. Daneben wurden häufig Drachen und Phönixe, figürliche Motive, historische oder mythologische Szenen sowie komplexe Landschaftsszenerien dargestellt. Die insbesondere in letzteren regelmäßig anzutreffenden „leeren“ Erd-, Wasser- oder Himmelsflächen füllte man im Interesse illusionistischer Plastizität etwa mit Rhomben, Sternchen oder dergleichen aus.